# Consell de Govern de la Regió de Múrcia
El Consell de Govern de la Regió de Múrcia és l'òrgan col·legiat amb poder executiu per a dirigir la política regional murciana. Està format pel president, el vicepresident i els consellers. Exerceix la funció executiva i la potestat reglamentària en competències no reservades per l'Estatut d'autonomia de la Regió de Múrcia. Respon davant l'Assemblea Regional de Múrcia de manera solidària i el president és elegit per l'Assemblea entre els seus membres.